# Bastulanden
Bastulanden (finska: Luotsisaari) är en ö i Finland. Den ligger i Finska viken och i kommunen Borgå i den ekonomiska regionen  Borgå i landskapet Nyland, i den södra delen av landet. Ön ligger omkring 26 kilometer öster om Helsingfors. 
Öns area är 3 hektar och dess största längd är 310 meter i sydöst-nordvästlig riktning. Den ingår tillsammans med Mattlandet, dit en bro finns, i Söderskär. Söderskärs fyr finns på Mattlandet, en före detta lotsstuga på Bastulanden. Öarna ingår i ett fågelskyddsområde.